# Czarnożyły (gemeente)
De gemeente Czarnożyły is een landgemeente in het Poolse woiwodschap Łódź, in powiat Wieluński.
De zetel van de gemeente is in Czarnożyły.
Op 30 juni 2004 telde de gemeente 4590 inwoners.

## Oppervlakte gegevens
In 2002 bedroeg de totale oppervlakte van gemeente Czarnożyły 69,9 km², waarvan:
- agrarisch gebied: 76%
- bossen: 18%

De gemeente beslaat 7,53% van de totale oppervlakte van de powiat.

## Administratieve plaatsen (sołectwo)
W gminie są następujące sołectwa: Czarnożyły, Emanuelina, Gromadzice, Kąty, Łagiewniki, Opojowice, Platoń, Raczyn, Staw, Stawek, Wydrzyn.
Miejcowość bez statusu sołectwa: Działy

## Demografie
Stand op 30 juni 2004:
| Omschrijving                   | Totaal | Totaal | Vrouwen | Vrouwen | Mannen | Mannen |
| ------------------------------ | ------ | ------ | ------- | ------- | ------ | ------ |
| eenheid                        | aantal | %      | aantal  | %       | aantal | %      |
| inwoners                       | 4590   | 100    | 2286    | 49,8    | 2304   | 50,2   |
| bevolkingsdichtheid (inw./km²) | 65,7   | 65,7   | 32,7    | 32,7    | 33     | 33     |

In 2002 bedroeg het gemiddelde inkomen per inwoner 1211,52 zł.

## Aangrenzende gemeenten
Biała, Lututów, Ostrówek, Wieluń